# Montmoreau-Saint-Cybard
Montmoreau-Saint-Cybard è un comune francese di 1 161 abitanti situato nel dipartimento della Charente, nella regione della Nuova Aquitania.

## Geografia fisica

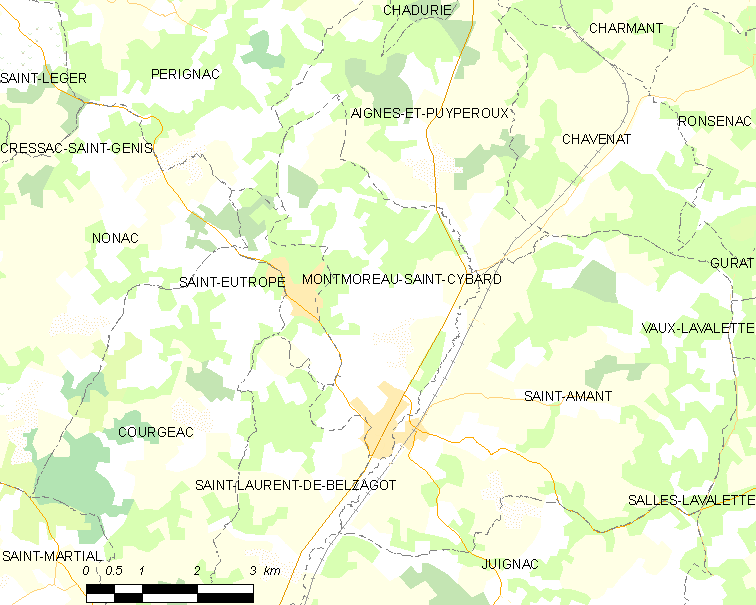
Posizione di Montmoreau-Saint-Cybard

## Società

### Evoluzione demografica
Abitanti censiti